# Trattato di Athis-sur-Orge
Il trattato di Athis-sur-Orge fu un trattato di pace fra il Regno di Francia e la Contea delle Fiandre, che pose fine alla guerra di Fiandra. Esso fu concluso circa un anno dopo la sconfitta delle forze fiamminghe alla battaglia di Mons-en-Pévèle, il 23 giugno 1305 ad Athis-sur-Orge (oggi Athis-Mons). Firmatari furono il re di Francia, Filippo il Bello, e il conte di Fiandra, Roberto III di Béthune.

## Contenuto
Il trattato comportò dure sanzioni per la città di Bruges (ove ebbe inizio la ribellione fiamminga che diede il via al conflitto).
Le clausole più importanti furono quelle che stabilirono che le città di Lilla, Douai, Orchies (la quale tuttavia fu resa alla contea di Fiandra nel 1370 e ridivenne francese solo nel 1688) e Béthune sarebbero passate sotto il regno di Francia, con la concessione, in cambio, dell'indipendenza delle Fiandre quali feudo francese.
Il trattato pose fine alla guerra tra Francia e Fiandre ma non risolse i problemi esistenti tra le due parti, tanto più che, oltre alle usuali amnistie e liberazioni dei prigionieri, esso previde anche elevati risarcimenti di guerra da parte della popolazione fiamminga.
Il re Filippo inoltre pretese un tributo annuo di 20.000 sterline, che doveva venire poi scambiato con la cessione di terre.